# Преславець
Пресла́вець (болг. Преславец) — село в Хасковській області Болгарії. Входить до складу общини Харманли.

## Населення
За даними перепису населення 2011 року у селі проживали 152 особи.
Національний склад населення села:
| Національність   | Кількість осіб | Відсоток |
| ---------------- | -------------- | -------- |
| болгари          | 124            | 81,6%    |
| турки            | 27             | 17,8%    |
| інша             | 0              | 0%       |
| Всього відповіли | 152            |          |

Розподіл населення за віком у 2011 році:
Динаміка населення: